# Eckart Friedrichson
Eckart Friedrichson (* 14. Januar 1930 in Wernigerode; † 7. Juni 1976 in Ost-Berlin) war ein Schauspieler, Sänger und Synchronsprecher der DDR, der ab 1955 durch seine Rolle als Meister Nadelöhr in der Sendung Meister Nadelöhr erzählt im Kinderfernsehen große Bekanntheit erlangte.

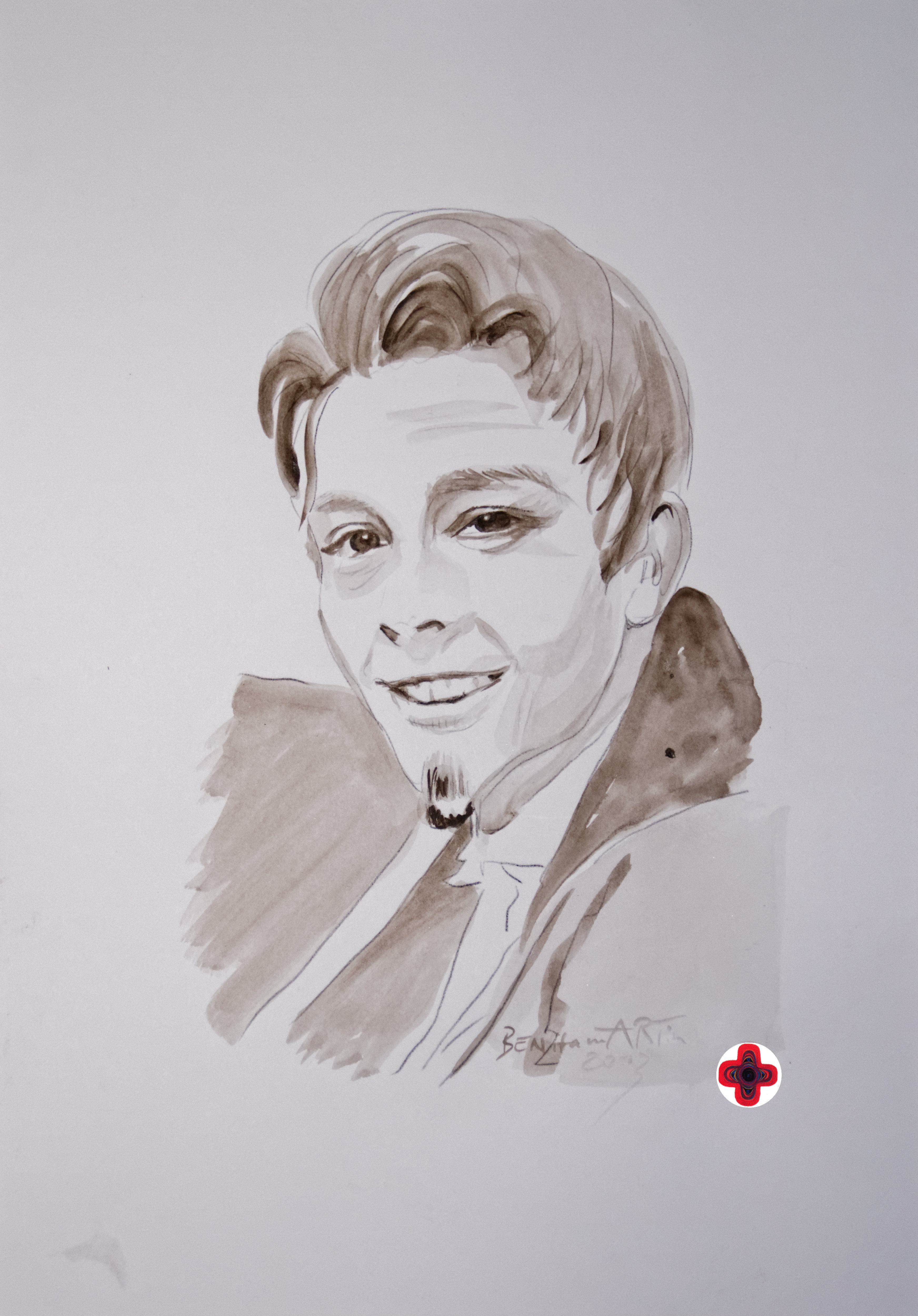
Porträt als Meister Nadelöhr (Posthume Anfertigung)

## Leben
Friedrichson besuchte das Fürst-Otto-Gymnasium Wernigerode und nahm 1945 erste Kontakte zum dortigen Theater auf. Von 1948 bis 1950 besuchte er in Quedlinburg eine Schauspielschule. Von 1951 bis 1952 hatte er ein erstes Engagement am Volkstheater Rostock und war anschließend von 1952 bis 1954 am Berliner Theater der Freundschaft sowie von 1956 bis 1960 am Deutschen Theater beschäftigt.
Am 23. November 1955 wurde im Fernsehen der DDR erstmals die Sendung „Meister Nadelöhr erzählt“ (später umbenannt in „Zu Besuch im Märchenland“) ausgestrahlt. Die Rolle des Geschichtenerzählers und Moderators übernahm der damals 25-jährige Eckart Friedrichson als Meister Nadelöhr in seiner Schneiderstube im Märchenland. Als befreundete Partnerfigur agierte bis 1964 der Postbote Meister Briefmarke. Anfangs sonnabends, später jeden Sonntag, in der Regel von 15:30 bis 16:00 Uhr, wurde diese Sendung ausgestrahlt, die sich schon bald großer Beliebtheit bei den Kindern und Jugendlichen erfreute und mit ihm bis 1975 gesendet wurde. Anschließend war er bis zu seinem Tod in der DDR auf Tournee und trat in der Rolle des „Meister Nadelöhr“ bei Unterhaltungsprogrammen und Festspielen für Kinder auf. Mit seiner großen Zauber-Elle, die als Ersatz für eine Gitarre diente, sang Meister Nadelöhr das von Wolfgang Richter verfasste Lied „Ich komme aus dem Märchenland“.
Friedrichson wohnte in Berlin-Karow in der Lönsstraße 6 und war Mitglied der LDPD.
Er war bis zu seinem Tod mit Margitta Friedrichson (* 1945) verheiratet, mit der er einen Sohn hatte. Er hatte zwei Halbbrüder, der Architekt und Bauingenieur Jan Friedrichson (* 1942) und der Schauspieler Peter Friedrichson.
Eckart Friedrichson litt ab seinem 13. Lebensjahr an Diabetes, in dessen Folge er mit 46 Jahren einen tödlichen Herzinfarkt erlitt. Das Urnengrab befindet sich auf dem Friedhof Karow III in Berlin-Karow.

## Ehrungen

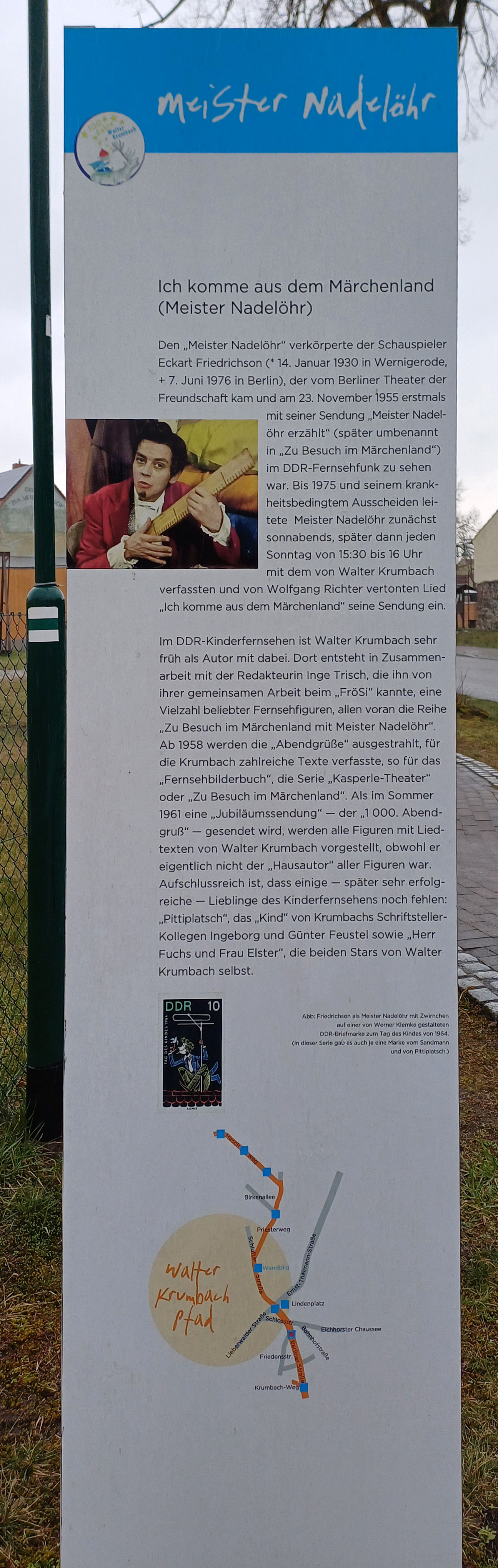
Gedenktafel in Groß Schönebeck

Zum Tag des Kindes am 1. Juni 1964 erschien eine von Werner Klemke gestaltete 10-Pfennig-Briefmarke der DDR mit einer Abbildung von ihm und dem Kanarienvogel Zwirnchen.
- 1964: Fernsehliebling
- 1965: Fernsehliebling

## Diskografie
- 1961: Inge Trisch: Ein Sputnikmärchen (Meister Nadelöhr/Erzähler) – Regie: Inge Trisch (Kinderhörspiel/Single – Eterna, ab 1963: Litera)
- 1962: Diverse: Sandmännchens Abendgruß (Gesang, Sprecher) – Musikalische Leitung: Hans Sandig (Single – Eterna)
- 1962: Brüder Grimm: Das tapfere Schneiderlein (Schneider) – Regie: Theodor Popp (Kinderhörspiel/Single – Eterna, ab 1963: Litera)
- 1963: Walter Krumbach: Die gestohlenen Ostereier (Meister Nadelöhr) – Regie: Renate Thormelen (Kinderhörspiel/LP – Litera)
- 1966: Günther Feustel: Das Märchen vom springenden, singenden Brunnen (Meister Nadelöhr) – Regie: Theodor Popp (Kinderhörspiel/Single – Litera)
- 1967: Brüder Grimm: Ins Märchenland mit den Brüdern Grimm 1 (enthält: u. a. Das tapfere Schneiderlein, 1962) (Kinderhörspiel/LP – Litera)
- 1968: Diverse: Märchenland, Wunderland (enthält: u. a. Das Märchen vom springenden, singenden Brunnen, 1966; Die gestohlenen Ostereier, 1963) (Kinderhörspiel/LP – Litera)
- 1969: Diverse: Schnippel-die-Schnappel-die Scher’, nun hört ’mal alle her! (Sprecher) – Musikalische Leitung: Hans Sandig/Ehm Kurzweg/Manfred Roost (Schallfolie, Melodija)
- 1988: Ernst Busch – Der Schauspieler – Szenen aus Filmen und Theateraufführungen, darin: Faust-Szene – 1. Teil mit Wolfgang Langhoff (Faust), Ernst Busch (Mephistopheles), Eckart Friedrichson (Schüler) – Ton-Regie/Editionsleitung: Bernd Runge (Doppel-LP, Eterna)

## Filmografie
- 1953: Die Zwerge im Märchenwald (TV)
- 1954: Carola Lamberti – Eine vom Zirkus
- 1954: Gewitter am schwarzen Fluß (TV)
- 1955: Ein Polterabend
- 1955: Wer seine Frau lieb hat …
- 1955: Hotelboy Ed Martin
- 1955–1976: Meister Nadelöhr erzählt / Zu Besuch im Märchenland (TV)
- 1956: Der Hauptmann von Köln
- 1956: Eine Berliner Romanze
- 1956: Das Stacheltier: Frisch Gesellen, seid zur Hand!
- 1956: Drei Mädchen im Endspiel
- 1957: Zum goldenen Anker (TV)
- 1957: Maß für Maß (Fernsehspiel)
- 1957: Das Stacheltier: Das Gesellschaftsspiel – Eine unglaubliche Geschichte oder?
- 1958: Unternehmen Teutonenschwert (Off-Sprecher)
- 1958: Der Caballero aus Essen (TV)
- 1958: Opfer (TV), Ausstrahlung des Fernsehspiels (Regie: Wolfgang Luderer) wurde wegen pazifistischer Tendenz am 7. Mai 1958 von der Intendanz verboten[4]
- 1958: Die Abenteuer des gestiefelten Katers (Synchronisation)
- 1958: Den Söhnen der Revolution (TV)
- 1958: Sandhog (TV)
- 1959: Das Lügenschloß (TV)
- 1959: Reportage 57
- 1961: Guten Tag, lieber Tag
- 1961: Manöver (TV)
- 1961: Maribella, das Mädchen auf dem Titelblatt
- 1962: Kubinke (TV)
- 1962: Es begann im Savoy (TV)
- 1964: Egon und das achte Weltwunder (TV)
- 1964: Issy (TV)
- 1964: Hör mir auf mit Fernsehen! (TV)
- 1964: Verflixte Bande (TV)
- 1964: Weihnachten im Kinder- und Märchenland (TV)
- 1965: Ein toller Einfall oder Das Schicksal geht seltsame Wege (TV)
- 1965: Köpfchen Kamerad (TV)
- 1965: Keine Angst – nur Probe (TV)
- 1966: Der Neffe als Onkel (TV)
- 1966: Ein Ruhetag (TV)
- 1966: Sein Meisterstück (TV)
- 1966: Weihnachtsabend in Schneemannshausen (TV)
- 1967: Hannes Scharf (TV)
- 1968: Meister Nadelöhrs Besuch auf der Weihnachtsinsel (TV)
- 1971: Jagd in Kaupitz (TV)
- 1971: Unerwarteter Besuch (TV)
- 1972: Wer vertritt den Weihnachtsmann? (TV)
- 1973: Als es noch keinen Weihnachtsmann gab (TV)
- 1974: Die Reise zum Riesen Winter (TV)

## Theater
- 1953: Z. Ssolodar: Ferien am Waldsee (Wolodja) – Regie: Gustav Wehrle (Theater der Freundschaft)
- 1953: A. Sak/I. Kusnezow: Vorwärts, ihr Mutigen (Mutiger) – Regie: Paul Lewitt (Theater der Freundschaft)
- 1954: Maxim Gorki: Ssomow und Andere (Komsomolze Mischa) – Regie: Wolfgang Heinz (Deutsches Theater Berlin)
- 1954: Hanuš Burger/Stefan Heym: Tom Sawyers grosses Abenteuer (Tom Sawyers) – Regie: Josef Stauder (Theater der Freundschaft)
- 1956: Marcel Pagnol: Zum Goldenen Anker (Der kleine Heizer) – Regie: Otto Tausig (Deutsches Theater Berlin)
- 1956: Peter Hacks: Die Schlacht bei Lobositz (Tambour) – Regie: Wolfgang Langhoff (Deutsches Theater Berlin)
- 1958: Joachim Knauth: Wer die Wahl hat (Student) – Regie: Ernst Kahler (Deutsches Theater Berlin – Kammerspiele)
- 1958: Carl Orff: Astutuli (Bürger) – Regie: Wolfgang Langhoff (Deutsches Theater Berlin)
- 1960: Nazim Hikmet: Ein komischer Mensch (Ali) – Regie: Robert Trösch (Deutsches Theater Berlin)

## Hörspiele
- 1956: Wolfgang Weyrauch: Die japanischen Fischer (Fischer) – Regie: Hans Goguel (Hörspiel – Rundfunk der DDR)
- 1957: Lion Feuchtwanger: Der Teufel in Boston (Richard) – Regie: Wolfgang Heinz (Rundfunk der DDR)
- 1957: Franz Fühmann: Nur ein Unfall – Regie: Fritz Göhlerl (Hörspiel – Rundfunk der DDR)
- 1963: Grigori Georgijewitsch Belych, Leonid Pantelejew: Schkid, die Republik der Strolche (4 Teile) – Regie: Hans Knötzsch (Kinderhörspiel – Rundfunk der DDR)
- 1963: Ernst Johannsen: Brigadevermittlung – Regie: Hans Knötzsch (Hörspiel – Rundfunk der DDR)
- 1964: Elin Pelin: Jan Bibijan und das Teufelchen Füt (Jan Bibijan) – Regie: Ingeborg Milster (Kinderhörspiel – Rundfunk der DDR)
- 1966: Nikolai Nossow: Nimmerklug im Knirpsenland (Blüte) – Regie: Ingeborg Milster (Kinderhörspiel – Rundfunk der DDR)
- 1967: Jacob Grimm/Wilhelm Grimm: Der gestiefelte Kater – Regie: Maritta Hübner (Kinderhörspiel – Rundfunk der DDR)
- 1967: Alexander Marodic: Der Mutige (Micki) – Regie: Edgar Kaufmann (Kinderhörspiel – Rundfunk der DDR)
- 1970: Arne Leonhardt: Unser stiller Mann (Naujok) – Regie: Werner Grunow (Hörspiel – Rundfunk der DDR)

## Hörbuch
- 2013: Nikolai Nossow: Nimmerklug im Knirpsenland, Kinderhörspiel mit Eckart Friedrichson, Marianne Klussmann u. a., 1 CD, 87 min., Der Audio Verlag, ISBN 978-3-86231-282-5

## DVD
- 2018: Unser Sandmännchen: Abendgruß – Aufregender Weihnachtstag: Pitti stellt Meister Nadelöhr, Schnatterinchen, Frau Elster, Herrn Fuchs, den Pinguinen Ping und Pong sein Weihnachtsgeschenk, das Guckkasten-Telefon vor, DRA/rbb media/Telamo München, 1 DVD
- 2018: Unser Sandmännchen: Abendgruß – Weihnachten im Kinder- & Märchenland mit Meister Nadelöhr, Pittiplatsch, Schnatterinchen, Bär Bummi und Schneemann Brummelmatsch, DRA/rbb media/Telamo München, 1 DVD
- 2018: Das Beste zu Weihnachten – Die schönsten Weihnachtsgeschichten mit Meister Nadelöhr, Pittiplatsch, Schnatterinchen, Taddeus Punkt und Struppi, Meister Briefmarke und Frau Puppendoktor Pille, DRA/rbb media/Telamo München, 1 DVD
- 2018: Weihnachts-Abend in Schneemannshausen – Die Weihnachtsgeschichte mit Meister Nadelöhr, Pittiplatsch, Schnatterinchen u.v.m., DRR 1966/DRA/rbb media/Telamo München, 1 DVD
- 2018: Als es noch keinen Weihnachtsmann gab – Die Weihnachtsgeschichte mit Meister Nadelöhr, Pittiplatsch, Schnatterinchen u.v.m., Fernsehen der DDR 1973/DRA/rbb media/Telamo München, 1 DVD
- 2018: Wer vertritt den Weihnachtsmann? – Die Weihnachtsgeschichte mit Meister Nadelöhr, Pittiplatsch, Schnatterinchen u.v.m., Fernsehen der DDR 1972/DRA/rbb media/Telamo München, 1 DVD
- 2019: Meister Nadelöhr – Zu Besuch in der Schneiderstube – 5 märchenhafte Geschichten mit Meister Nadelöhr, Pittiplatsch, Schnatterinchen und Bummi u. v. a., DRA/rbb media/Telamo München, 1 DVD
- 2019: Meister Nadelöhr – Zu Besuch im Märchenland – Spannende Geschichten mit Meister Briefmarke, Pittiplatsch, Schnatterinchen u. v. a., DRA / rbb media / Telamo München, Staffel 1–3, jeweils 3 DVDs